# الجدل حول تسمية خليج المكسيك

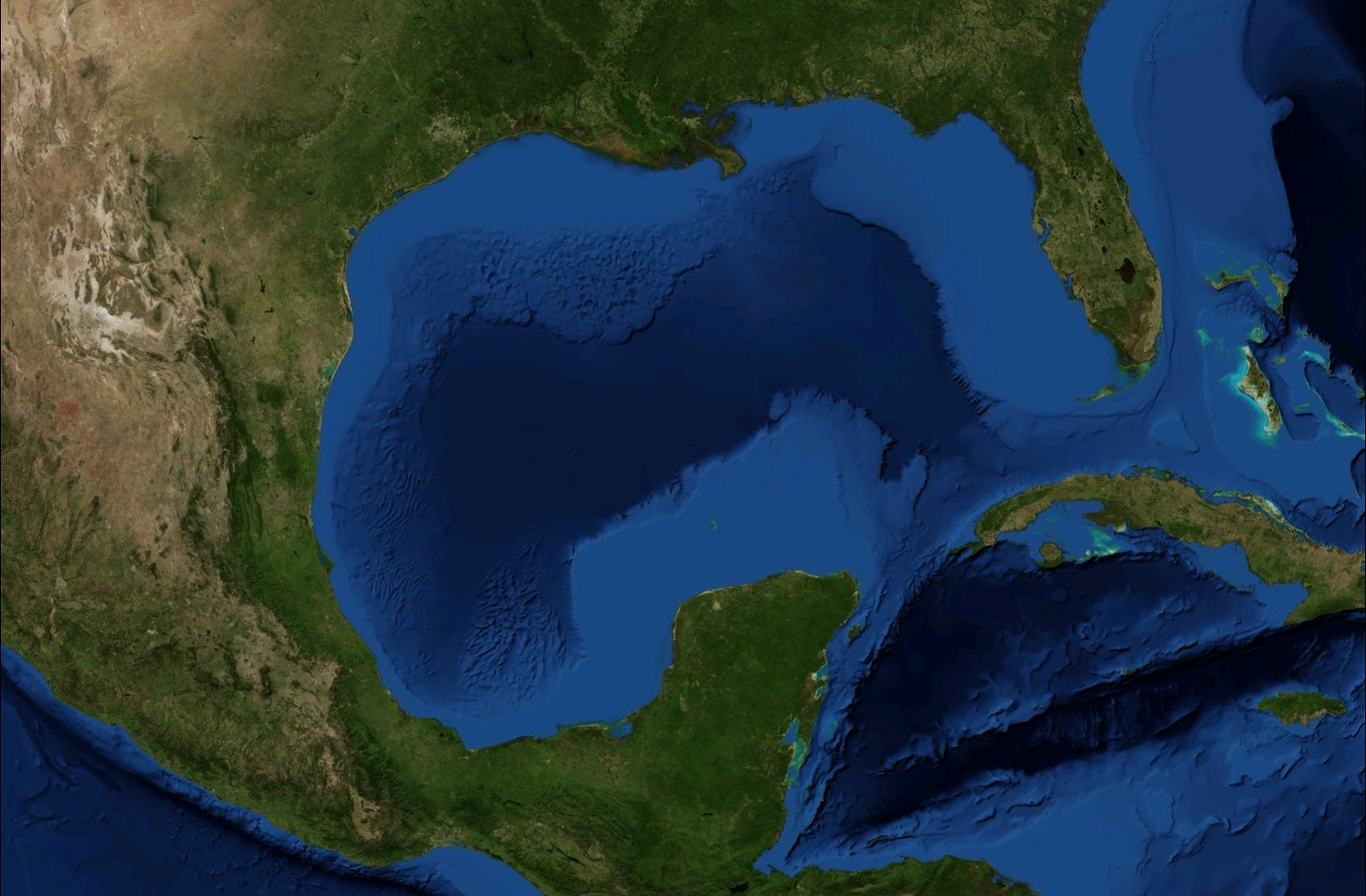
منظر القمر الصناعي للخليج

أصبح اسم خليج المكسيك موضوع نزاع في الولايات المتحدة اعتبارًا من عام 2025.
كان الخليج يُعرف باسم خليج المكسيك منذ خمسينيات القرن السادس عشر،  حيث اشتق اسمه من كلمة مكسيكا، وهو مصطلح ناهواتل يُطلق على الأزتيك.  وسرعان ما أصبح الاسم معترفًا به دوليًا ومستخدمًا من قبل هيئات مثل المنظمة الهيدروغرافية الدولية. 
في 7 يناير 2025، أعلن الرئيس الأمريكي المنتخب دونالد ترامب نيته تغيير اسم خليج المكسيك إلى "خليج أمريكا".  وفي 20 يناير 2025، يوم تنصيبه، وقّع الرئيس ترامب الأمر التنفيذي رقم 14172، موجهًا الوكالات الفيدرالية الأمريكية للإشارة إلى خليج المكسيك باسم "خليج أمريكا". وبموجب هذا الأمر التنفيذي، فإن السلطة التنفيذية الأمريكية وحدها هي المُلزمة باستخدام هذه التسمية، على الرغم من أن منصات الخرائط الإلكترونية الرئيسية وبعض وسائل الإعلام الأمريكية أجرت هذا التغيير طواعيةً. اعتبارًا من فبراير 2025، تظهر استطلاعات الرأي أن أغلبية الأميركيين يعارضون إعادة تسمية خليج المكسيك.   

## خلفية

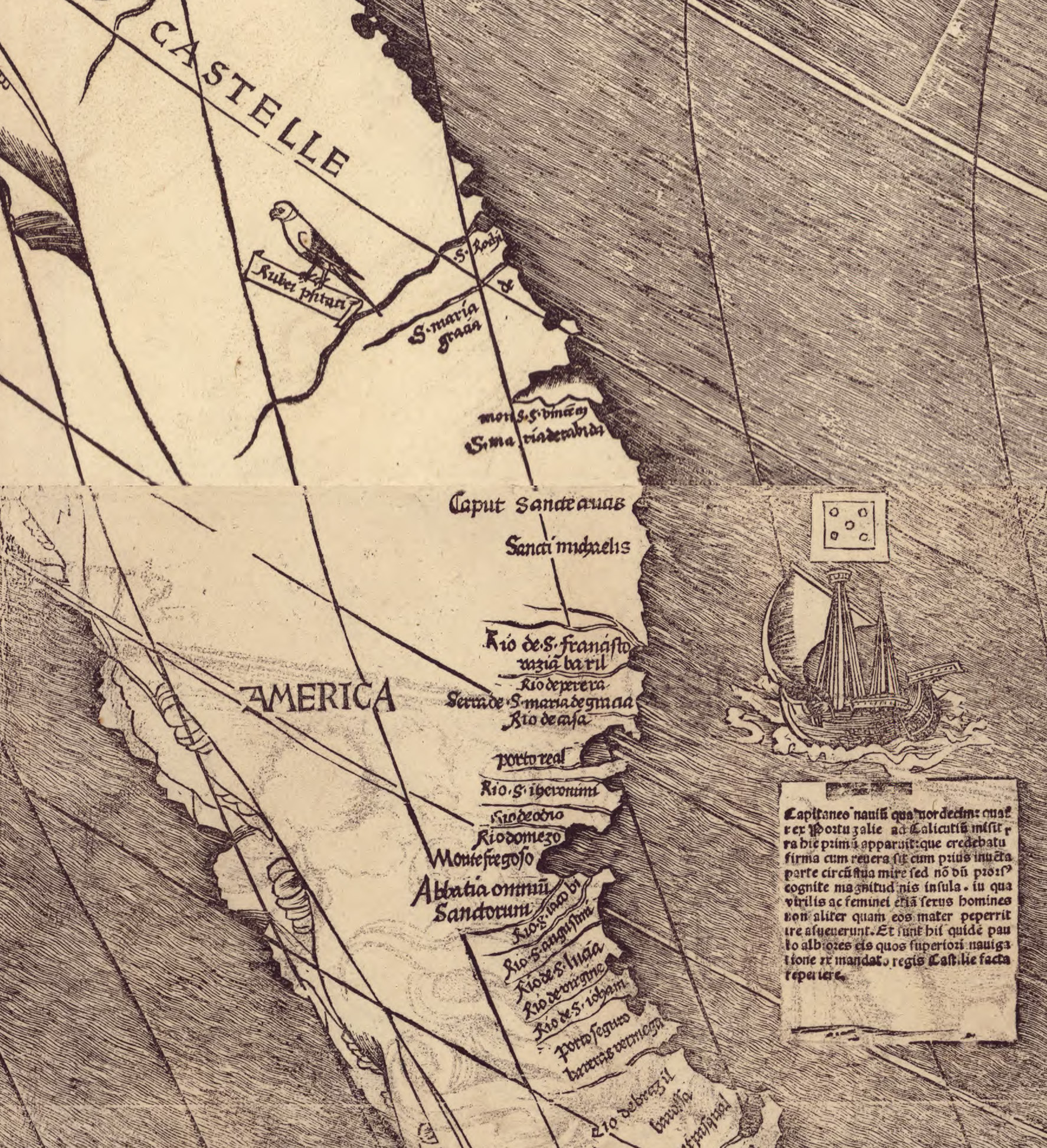
تفصيل من كتاب "الكونيات العالمية" (1507) لمارتن فالدسيمولر، يُظهر اسم "أمريكا"، مُشيرًا تحديدًا إلى ما يُعرف الآن بأمريكا الجنوبية. لاحقًا، في عام 1538، وسّع جيراردوس مركاتور استخدام مصطلح أمريكا ليُشير إلى القارة بأكملها في خرائطه.

يُنسب الفضل إلى أميريجو فسبوتشي، إلى جانب مستكشفين آخرين، في أول استكشاف أوروبي لخليج المكسيك وقناة يوكاتان، بين عامي 1497 و1498. أبحر فسبوتشي عبر مضيق فلوريدا، ثم واصل رحلته شمالًا حتى خليج تشيسابيك قبل أن يعود إلى إسبانيا. مع ذلك، يُثار جدل حول حقيقة إتمام الرحلة.  
لعدة قرون، عُرف خليج المكسيك بهذا الاسم - المشتق من مصطلح مكسيكا (الاسم الناهواتل للأزتيك). بدأ استخدامه على الخرائط الأوروبية المبكرة عام 1550،    وسرعان ما أصبح الاسم راسخًا في رسم الخرائط الدولية والاستخدام القانوني من قبل هيئات مثل المنظمة الهيدروغرافية الدولية.  
تلقت هيئة المسح الجيولوجي الأمريكية اقتراحًا بإعادة تسمية خليج المكسيك إلى خليج أمريكا عام 2006، وقرر مجلس الأسماء الجغرافية بالإجماع عدم الموافقة عليه.   كانت إعادة تسمية المياه هي الفكرة الفكاهية لمقال كتبه الكوميدي الأمريكي ستيفن كولبير عام 2010، والذي اقترح إنشاء "صندوق خليج أمريكا" لدفع تكاليف التنظيف اللازمة بعد تسرب النفط من منصة ديب ووتر هورايزون، قائلاً: "لا أعتقد أنه يمكننا تسميته بخليج المكسيك بعد الآن. لقد كسرناه، لقد اشتريناه." 
قدّم ستيف هولاند، النائب الديمقراطي عن ولاية ميسيسيبي، مازحًا مشروع قانون عام 2012 يقترح تغيير الاسم. وفي مقابلة إذاعية آنذاك، أوضح أن الحزب الجمهوري في ميسيسيبي يبدو مُصرًا على طرد أي شيء مكسيكي من الولاية، لذا فإن إعادة تسمية الخليج ستُسهم في تحقيق ذلك. وصرح هولاند للإذاعة الوطنية: "هذه الأغلبية الجديدة تُخالف الكثير من مبادئ المسيحية في العهد الجديد التي استندتُ إليها في تشريعاتي على مدار 29 عامًا". وأضاف: "إنهم يُريدون طرد المهاجرين من الولاية، ويُريدون إخضاع مُستفيدي برنامج ميديكيد لاختبارات الكشف عن المخدرات، ويريدون التخلص من أي شيء لا يُمثل "أمريكا". لذلك، ارتأيتُ أنه من المُناسب تقديم مشروع قانون لتغيير اسم خليج المكسيك إلى خليج أمريكا. يبدو أن هذا يتماشى تمامًا مع ما تعتقده الأغلبية الآن".   
تم تقديم مشروع القانون إلى مجلس النواب الأمريكي في 9 يناير 2025.  في استطلاع رأي أجري يومي 15 و16 يناير للناخبين المسجلين في الولايات المتحدة، عارض 72% إعادة التسمية بينما أيدها 28%. في 8 مايو، وافق مجلس النواب على مشروع القانون بأغلبية ضئيلة، ولكن من غير المؤكد ما إذا كان مجلس الشيوخ سيتخذ إجراءً. 
في 20 يناير 2025، وقّع الرئيس ترامب الأمر التنفيذي رقم 14172 الذي يوجّه وزير الداخلية لاعتماد اسم خليج أمريكا، مُحدّدًا منطقة من الجرف القاري الأمريكي "تمتد إلى الحدود البحرية مع المكسيك وكوبا".    وأكدت وزارة الداخلية الأمريكية أن الوكالات الفيدرالية الأمريكية ستستخدم اسم خليج أمريكا اعتبارًا من 24 يناير.  وباعتباره أمرًا تنفيذيًا، لا يُلزم هذا الأمر الوكالات غير الفيدرالية أو الشركات الخاصة أو الكيانات الأجنبية باستخدام الاسم الجديد.  أعلن ترامب أن يوم 9 فبراير 2025 هو "يوم خليج أمريكا". 

## ردود الفعل على الإعلان

### في الولايات المتحدة
تباينت ردود الفعل بين الشخصيات السياسية والهيئات الأمريكية. يجادل مؤيدو تغيير الاسم بأنه يعزز أجندة "أمريكا أولاً" ويعكس تركيزًا متجددًا على التراث الوطني.    وقد أيد العديد من مسؤولي ولايات ساحل الخليج هذا التغيير في وثائق رسمية.  
وجد استطلاع رأي أجرته جامعة ماركيت في فبراير 2025 أن من بين 1018 مشاركًا على مستوى البلاد، عارض 71% منهم إعادة تسمية الخليج وأيد 29% منهم تغيير الاسم.   وفي استطلاع رأي أجرته جامعة شمال فلوريدا في فبراير 2025 على 871 ناخبًا مسجلاً في فلوريدا والذين كانوا نشطين، وجد أن 58% من إجمالي المشاركين عارضوا إعادة تسمية خليج المكسيك إلى خليج أمريكا، وأيد 31% ذلك، وقال 10% إنهم غير متأكدين ورفض 1% الإجابة على السؤال.  
منذ 10 فبراير 2025، غيّرت خرائط جوجل وجوجل إيرث اسم الخليج المعروض بناءً على إعدادات موقع الجهاز.    كما غيّرت خرائط آبل وبينج تسمية الخليج.   رفضت ماب كويست تغيير الاسم، مازحةً بأنها فقدت القدرة على تحديث معلوماتها عندما كانت مملوكة لشركة إيه أو إل في العقد الأول من القرن الحادي والعشرين. كما قالت إنها تتبع اتفاقيات التسمية من نظام معلومات الأسماء الجغرافية.  منذ 18 فبراير 2025، أظهر نظام معلومات الأسماء الجغرافية اسم الخليج باسم "خليج أمريكا".
ردت هيئات ووسائل إعلام مختلفة على الإجراء الفيدرالي، حيث قال معظمها إن الاستخدام الشائع للخليج سيسود.   ومن بين وسائل الإعلام البارزة، تبنى كل من آكسيوس وفوكس نيوز التغيير، مع استخدام يو إس إيه توداي كلا الاسمين بالترادف.   في 11 فبراير، اختار البيت الأبيض عدم دعوة مراسل وكالة أسوشيتد برس إلى حدث في المكتب البيضاوي بسبب قرار الوكالة بمواصلة استخدام "خليج المكسيك"، والذي أدانته جولي بيس، رئيسة تحرير وكالة أسوشيتد برس، باعتباره انتهاكًا لحقوقها بموجب التعديل الأول. 
دافعت السكرتيرة الصحفية للبيت الأبيض كارولين ليفيت عن قرار البيت الأبيض قائلة:
إذا شعرنا بوجود أكاذيب يتم الترويج لها من قبل وسائل الإعلام في هذه الغرفة، فإننا سوف نحمل هذه الأكاذيب المسؤولية... ومن المعروف أن المسطح المائي قبالة سواحل لويزيانا يسمى خليج أمريكا، ولست متأكدًا من سبب عدم رغبة وسائل الإعلام في تسميته بهذا الاسم ولكن هذا هو الحال. 
في 14 فبراير، أعلن نائب رئيس موظفي البيت الأبيض، تايلور بودويتش، أن صحفيي وكالة أسوشيتد برس مُنعوا إلى أجل غير مسمى من دخول المكتب البيضاوي والطائرة الرئاسية بسبب قرارهم بمواصلة استخدام "خليج المكسيك"، واتهم بودويتش وكالة أسوشيتد برس بـ"الالتزام بالمعلومات المضللة" و"التقارير غير المسؤولة وغير النزيهة".   وردت جمعية مراسلي البيت الأبيض بأن البيت الأبيض "اعترف علنًا بتقييد الوصول إلى الأحداث لمعاقبة وسيلة إخبارية لعدم الترويج للغة المفضلة للحكومة"، وجادلت بأن هذا ينتهك "الأمر التنفيذي للرئيس ترامب بشأن حرية التعبير وإنهاء الرقابة الفيدرالية".  في 18 فبراير، قال ترامب إن وكالة أسوشيتد برس ستظل محظورة "حتى يتفقوا على أنه خليج أمريكا".  في الثامن من أبريل، أصدر قاضٍ فيدرالي أمرًا قضائيًا أوليًا سيدخل حيز التنفيذ في الثالث عشر من أبريل، ويلزم البيت الأبيض بإعادة السماح لوكالة أسوشيتد برس بالوصول إلى المعلومات. 
في 16 يونيو، أعلنت منظمة ترامب عن إطلاق شركة اتصالات تُدعى "ترامب موبايل" . وفي وقت لاحق من ذلك اليوم، أزالت الشركة خريطة تغطية شبكاتها الخلوية "بعد أن لاحظ مستخدمون ذوو خبرة" أن خليج المكسيك يظهر بهذا الاسم بدلًا من الاسم المفضل لترامب. 

### الاستجابة الدولية
ردت الرئيسة المكسيكية كلوديا شينباوم بسخرية على الرئيس ترامب باقتراح إعادة تسمية أمريكا الشمالية:
من الواضح أن خليج المكسيك معترف به من قبل الأمم المتحدة... ولكن لماذا لا نسمي [أمريكا الشمالية] "أمريكا المكسيكية"؟ سنسميها أمريكا المكسيكية... يبدو هذا جميلًا، أليس كذلك؟  
بعد أن قامت خرائط جوجل بمراجعة اسم عرض الخليج، رفعت شينباوم دعوى قضائية ضد جوجل، مؤكدة أن سيادة الولايات المتحدة تقتصر على 12 ميلًا بحريًا من الساحل.  
رفضت المملكة المتحدة الاعتراف بأي اسم مختلف لخليج المكسيك، استنادًا إلى الاستخدام الشائع في جميع أنحاء العالم الناطق بالإنجليزية. 